# Arcediano
Arcediano és un municipi de la província de Salamanca a la comunitat autònoma de Castella i Lleó. Limita al Nord amb Aldeanueva de Figueroa, a l'Est i Sud amb La Vellés i a l'Oest amb Negrilla de Palencia i Tardáguila.

## Demografia
| 1991 | 1996 | 2001 | 2004 |
| ---- | ---- | ---- | ---- |
| 117  | 105  | 110  | 106  |